# Kabuto

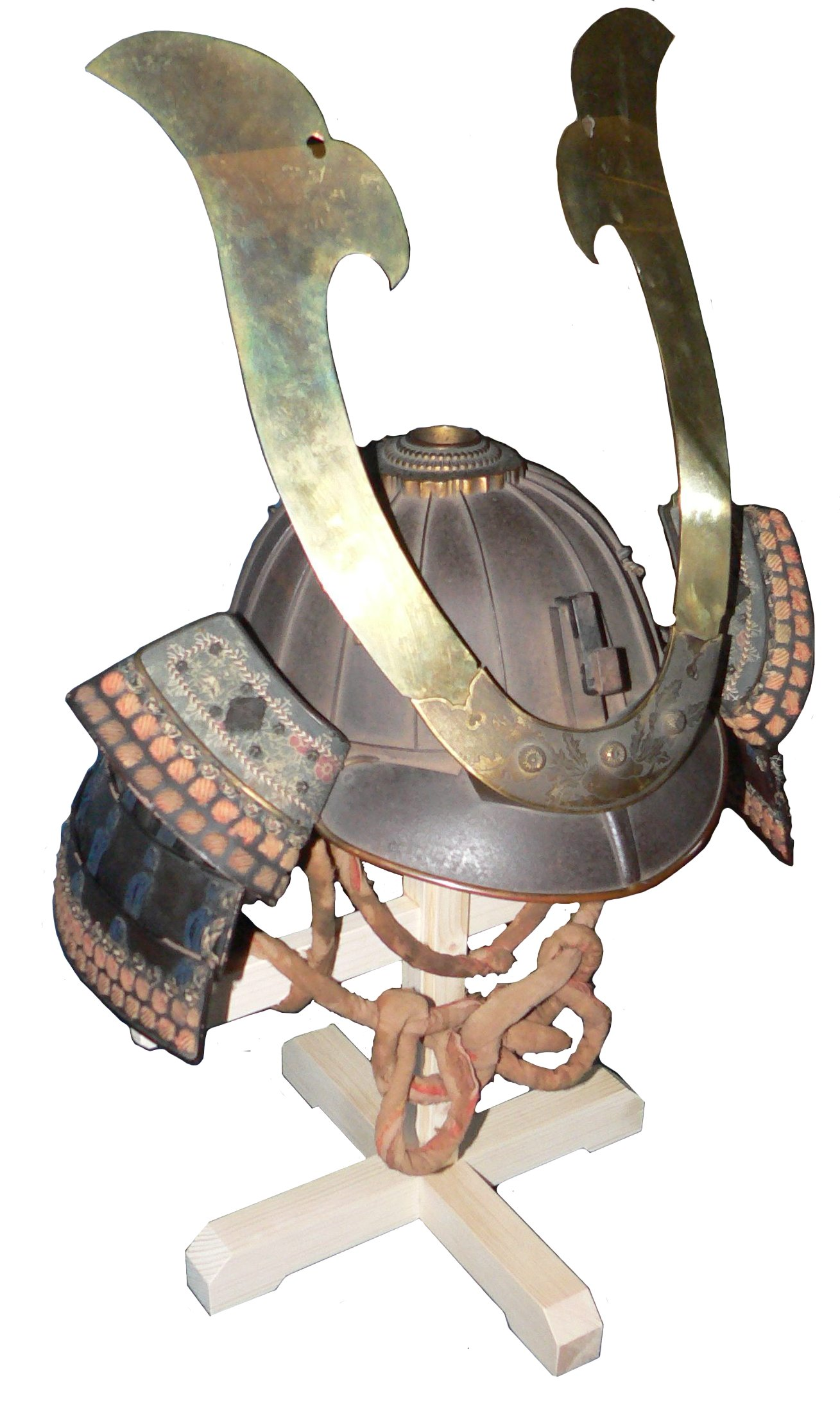
Kabuto

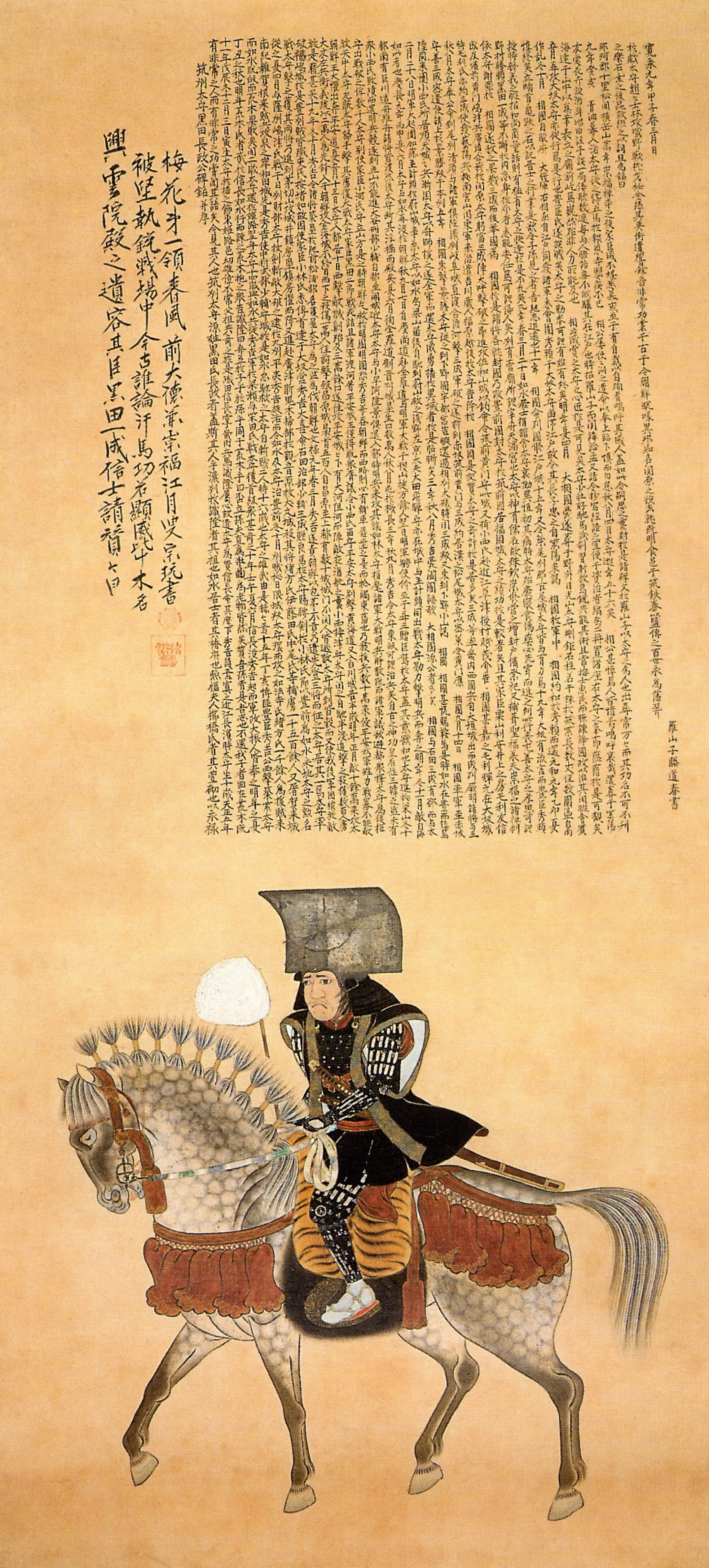
Kuroda Nagamasa

Als Kabuto (jap. 兜) bezeichnet man die Helme die vom Stand der japanischen Krieger, der Samurai, zu ihren Rüstungen (Yoroi) getragen werden. Es gibt verschiedene Typen des Kabuto, die je nach den verwendeten Materialien, oder nach ihrer Konstruktionsart benannt sind. Im Allgemeinen werden als Kabuto die großen, verzierten Helme gesehen, die in Filmen und Photographien in den Medien und in der Literatur zu sehen sind.

## Beschreibung
Im Bereich der Stirn besitzt der Helm einen besonders verstärkten Mittelteil, um den Men-Bereich (Stirn- und Scheitelregion, eines der traditionellen Angriffsziele der klassisch japanischen Waffenkunst) zu schützen, Platten oder Kettenpanzer hinten und seitlich schützen Hals und Nacken und Ornamente und Helmschmuck (Maedate) weisen auf die Klanzugehörigkeit des Trägers hin. Für die Gesichtspartie wurde, je nach Helmart oft die Maske Mempō dazugetragen, die zum Teil das Gesicht schützen, aber auch den Gegner einschüchtern sollte.
Der Kabuto wurde oft mit einer Kalotte aus Leder gefertigt, das mit verschiedenen Schichten von Metall beschlagen wurde. Andere Versionen bestanden aus Ketten- oder Plattenrüstung, zuweilen aus einer Mischung von beidem, die zur besseren Polsterung auf einer Haube aus Stoff befestigt wurde.
Auf dem Schlachtfeld dienten sie nicht nur dem Schutz des Trägers, sondern hatten auch repräsentativen Charakter, wiesen also Macht und Status des Trägers aus. Aus diesem Grund wurde besonders während der Heian- und Kamakura-Periode viele verschiedene Arten aufwändig verzierter, prunkvoller Exemplare des Kabuto gefertigt.
Das hohe Gewicht eines Kabuto führte zu der Entstehung einiger Nahkampftechniken in den japanischen Kampfkünsten. Dabei wurde mittels eines gezielten Schlages unter den Kiefer des Gegners und unter Ausnutzung des hohen Gewichts, das der Kopf zu tragen hatte, dessen Genick gebrochen.

## Kultureller Einfluss
Der Kabuto war ein besonders auffälliger und wichtiger Teil der Ausrüstung eines bushi (japanisch für Krieger) auch auf einer überhöhten symbolischen Ebene. Dies erklärt die Vielzahl an Phrasen und Sprichwörtern, die vom Kabuto geprägt worden sind. Hier einige Beispiele:
- Katte kabuto no o o shimeyo. (勝って兜の緒を締めよ。): wörtlich etwa: „Zieh den Halteriemen des Kabuto fester nach einem Sieg.“ Also mit der Bedeutung, dass man in seinen Bemühungen nach einem Erfolg nicht nachlassen soll. Die deutsche Entsprechung ist vielleicht „sich nicht auf seinen Lorbeeren ausruhen“.
- kabuto o nugu (兜を脱ぐ): wörtlich etwa: „den Kabuto abnehmen“ mit der Bedeutung „aufgeben“.

Heutzutage werden kleinere Kabuto und Yoroi (die Bezeichnung für die vollständige Rüstung) als Sammlerstücke und Zierrat verkauft. Am 5. Mai, dem japanischen „Fest der Jungen“ werden sie dann zur Schau gestellt, um der Hoffnung Ausdruck zu verleihen, dass jeder Junge in der Familie zu einem kräftigen „Krieger“ heranwachsen solle.

## Versionen
Chochin-Kabuto
Der Chochin-Kabuto ist eine Version des Kabuto, die zum Transport zusammengefaltet werden konnte.
Eboshi-Kabuto
Der Eboshi-Kabuto ist einer Mütze nachempfunden, die von den Shinto - Priestern getragen wurde.
Hanburi Kabuto / Hachi Gane Kabuto
Der Hanburi schützt nur den oberen- und den Frontbereich des Kopfes. Er ist ebenfalls für den Transport zusammenfaltbar.
Hari Bashi Kabuto
Der Hari Bashi Kabuto besteht aus drei bis acht Platten, die die Kalotte bilden.
Hoshi Kabuto
Diese Helme bestehen aus mehreren, kleinen Platten die zur Kalotte zusammengeführt werden. Die Platten sind mit großen, auffälligen Nieten befestigt, die auch zur Zierde dienen.
Kagi Bashi Kabuto
Der bekannte große Helm der als Kabuto bekannt ist.
Kaji Kabuto
Der Kaji Kabuto besteht aus einer stählernen Kalotte, ähnlich dem Hari Bachi Kabuto. An dem Helmrand ist eine Art Brigantine befestigt, die Kopf und Nacken schützt.
Karuta Kabuto
Der Karuta Kabuto besteht aus einer Mischung von Ketten- und Plattenpanzerung.
Kawari Kabuto
Kawari bedeutet „unüblich geformt“. Die Helme sind meist reichlich verziert und nicht in der üblichen Form des Kabuto geformt.
Koboshi Bashi Kabuto
Diese Helme bestehen aus mehreren, kleinen Platten die zur Kalotte zusammengeführt werden. Die Platten sind mit großen, auffälligen Nieten befestigt, die auch zur Zierde dienen.
Momonari Kabuto
Die Form des Momonari Kabuto ist von europäischen Helmen (Cabasset) übernommen worden
Suji Bashi Kabuto
Der Suji Bashi Kabuto besteht aus mehreren (bis zu 62) einzelnen Platten, die die Kalotte bilden. Sie sind mit flachgefeilten Nieten verbunden.
Zunari Kabuto
Der Zunari Kabuto besteht aus wenigen, schweren Platten, die zum Helm zusammengefügt sind.

## Galerie

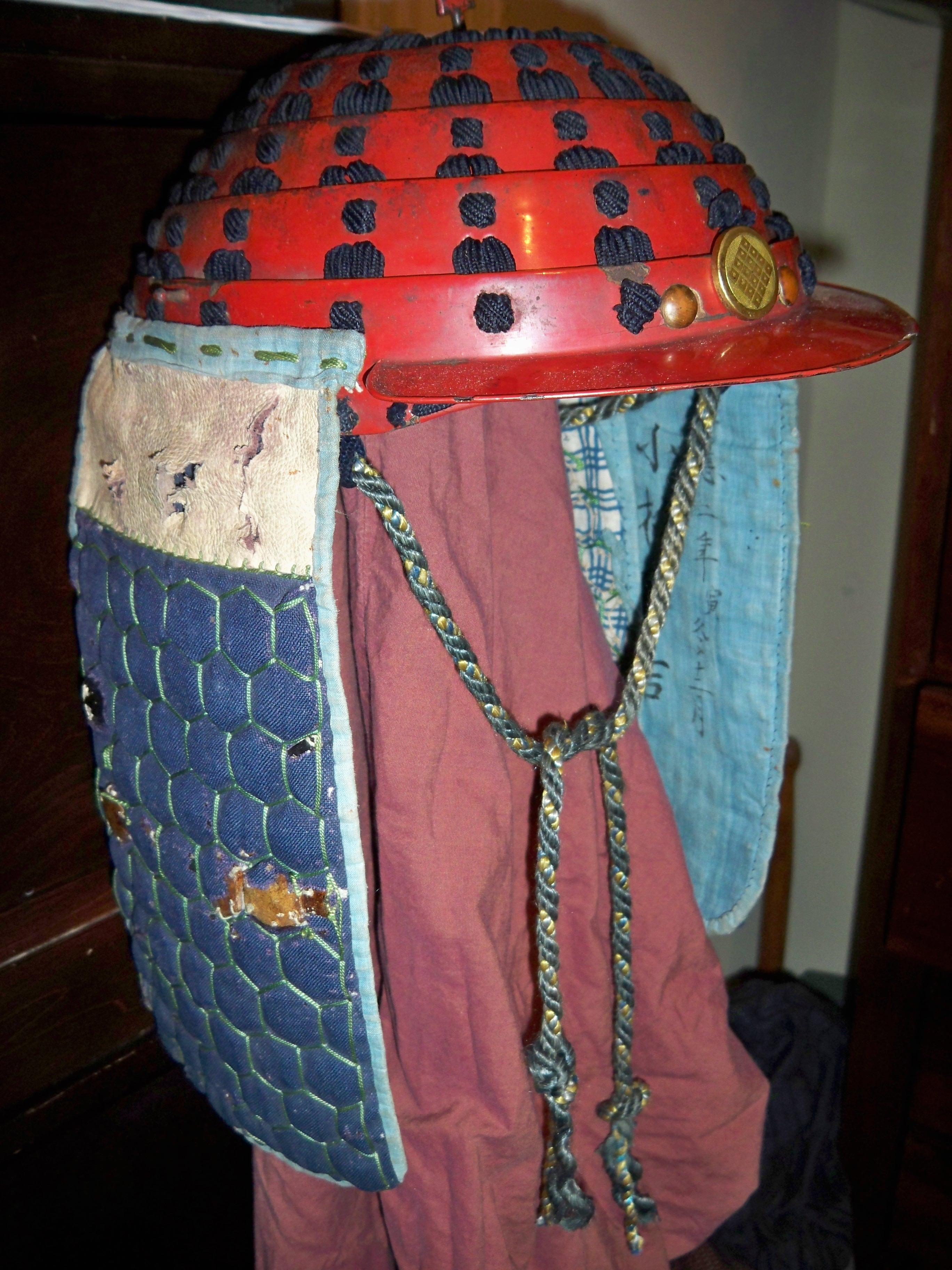
Chchin Kabuto
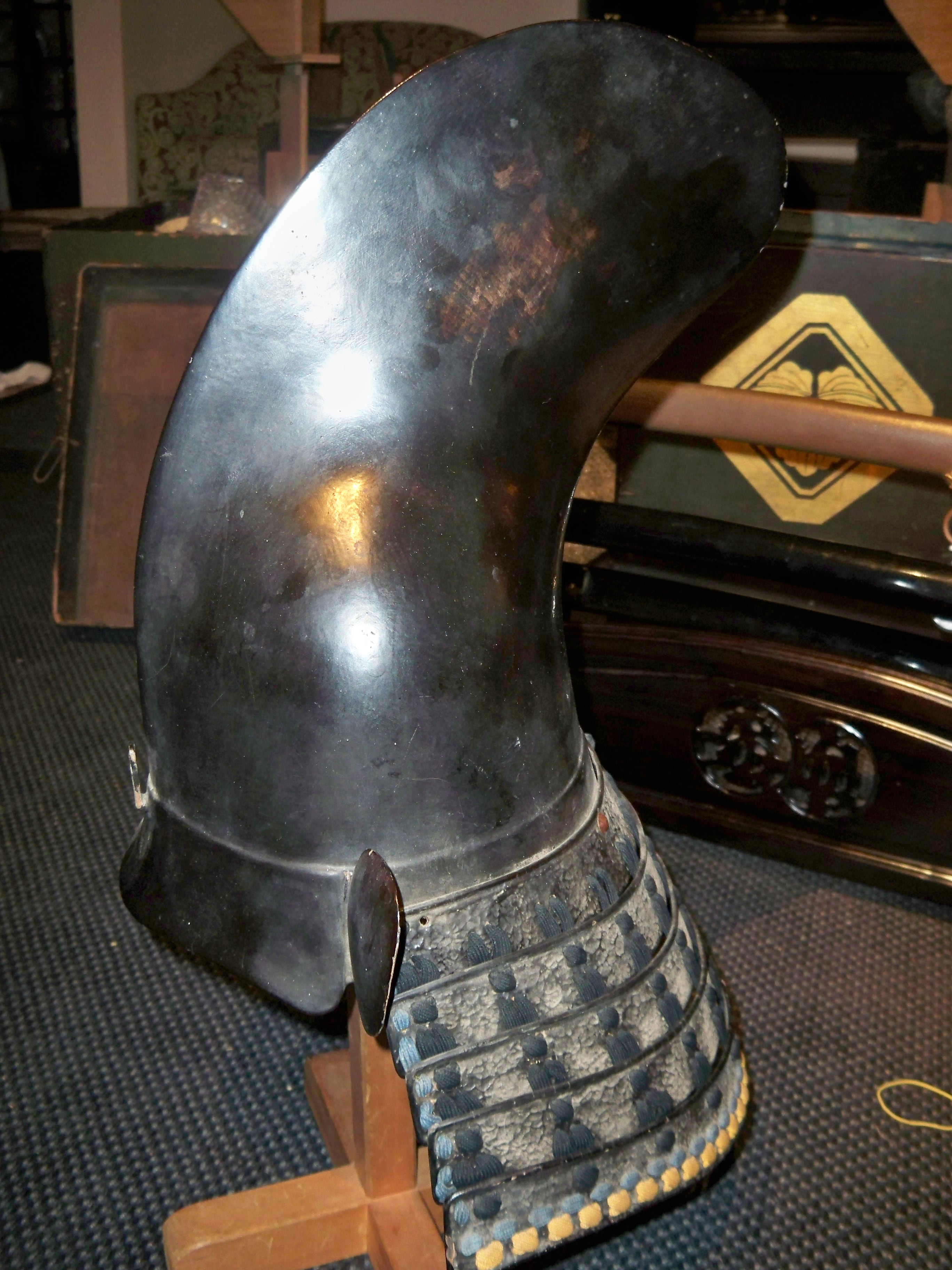
Eboshi Kabuto
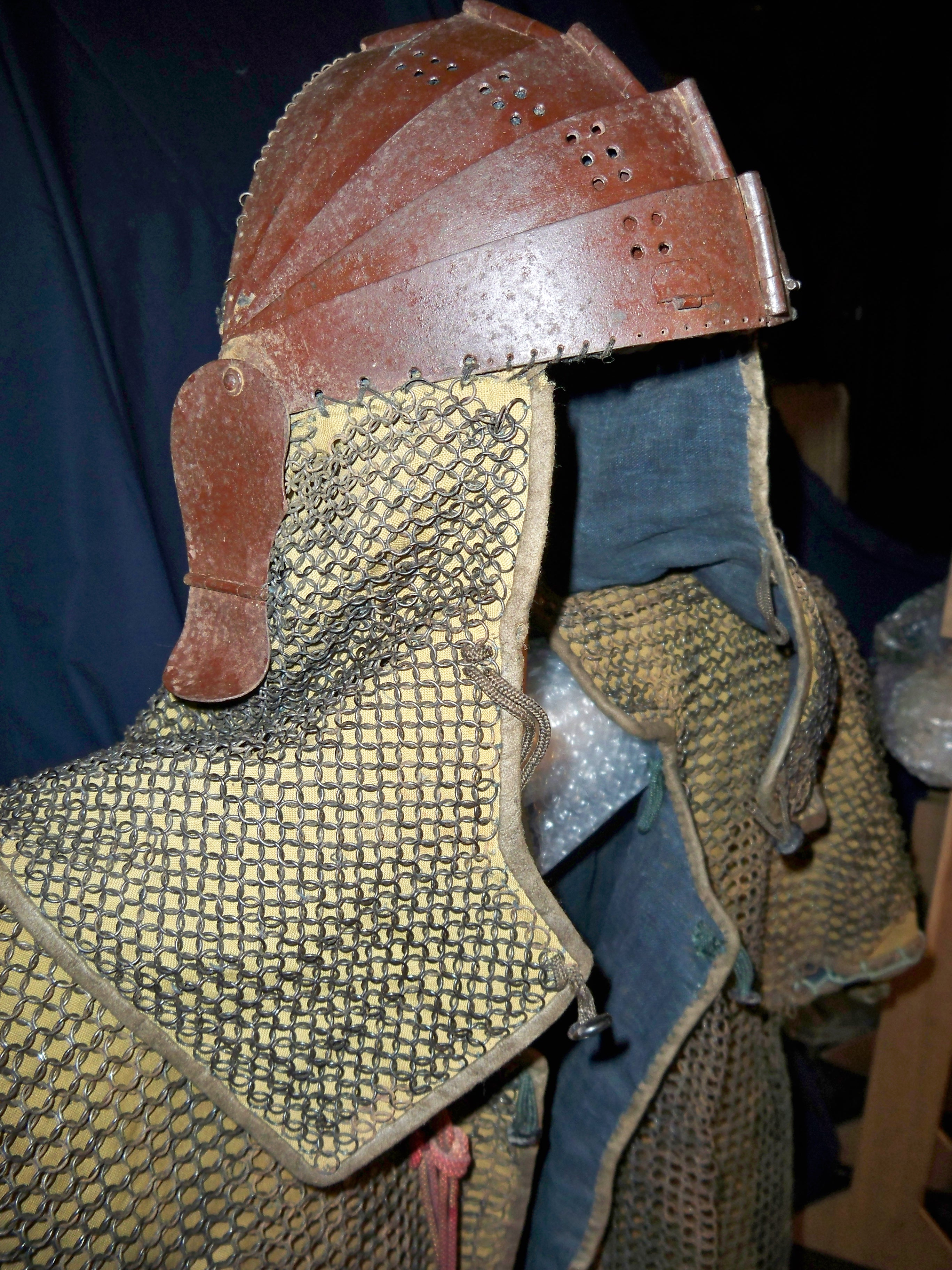
Hachi Gane Kabuto
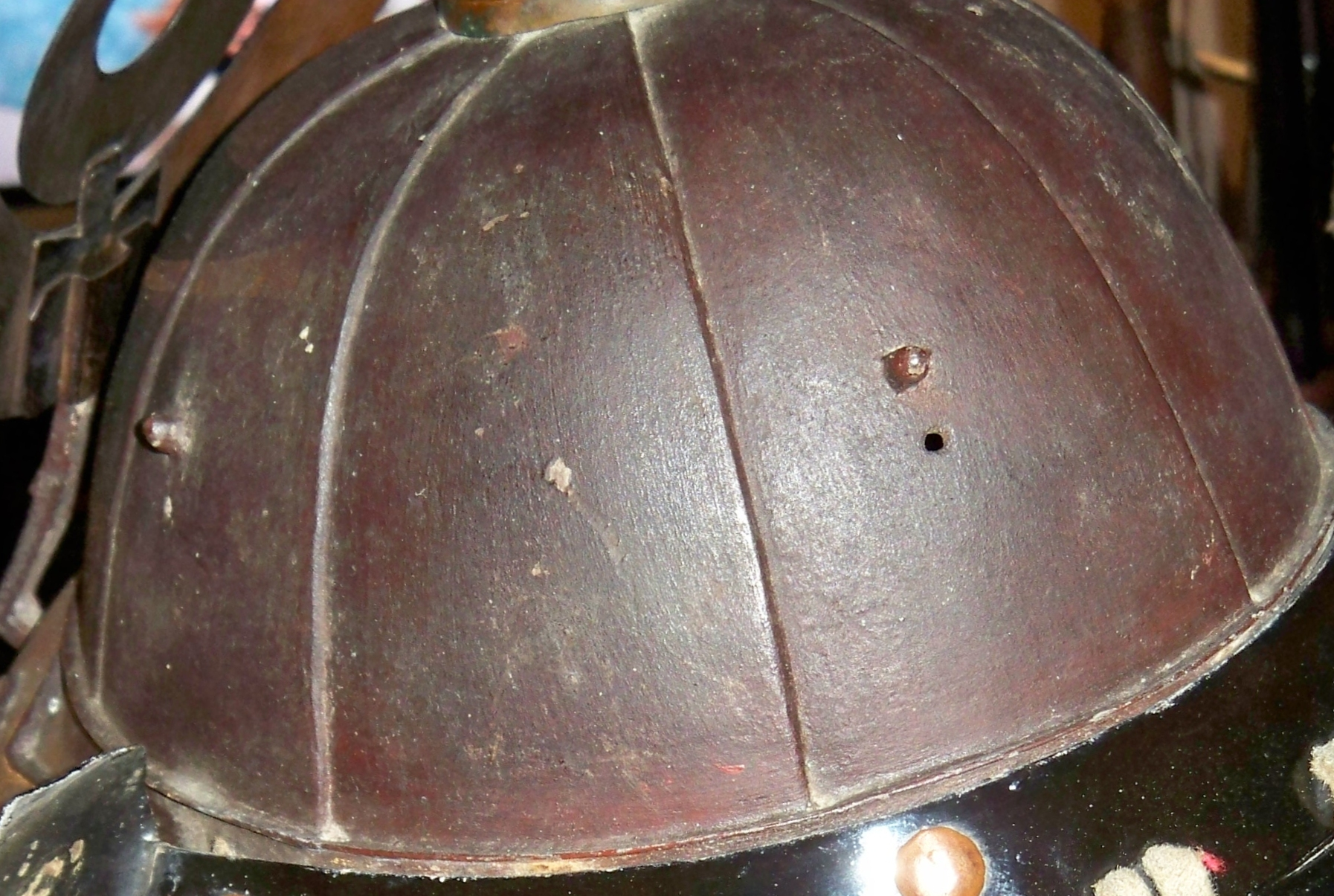
Hari Bashi Kabuto
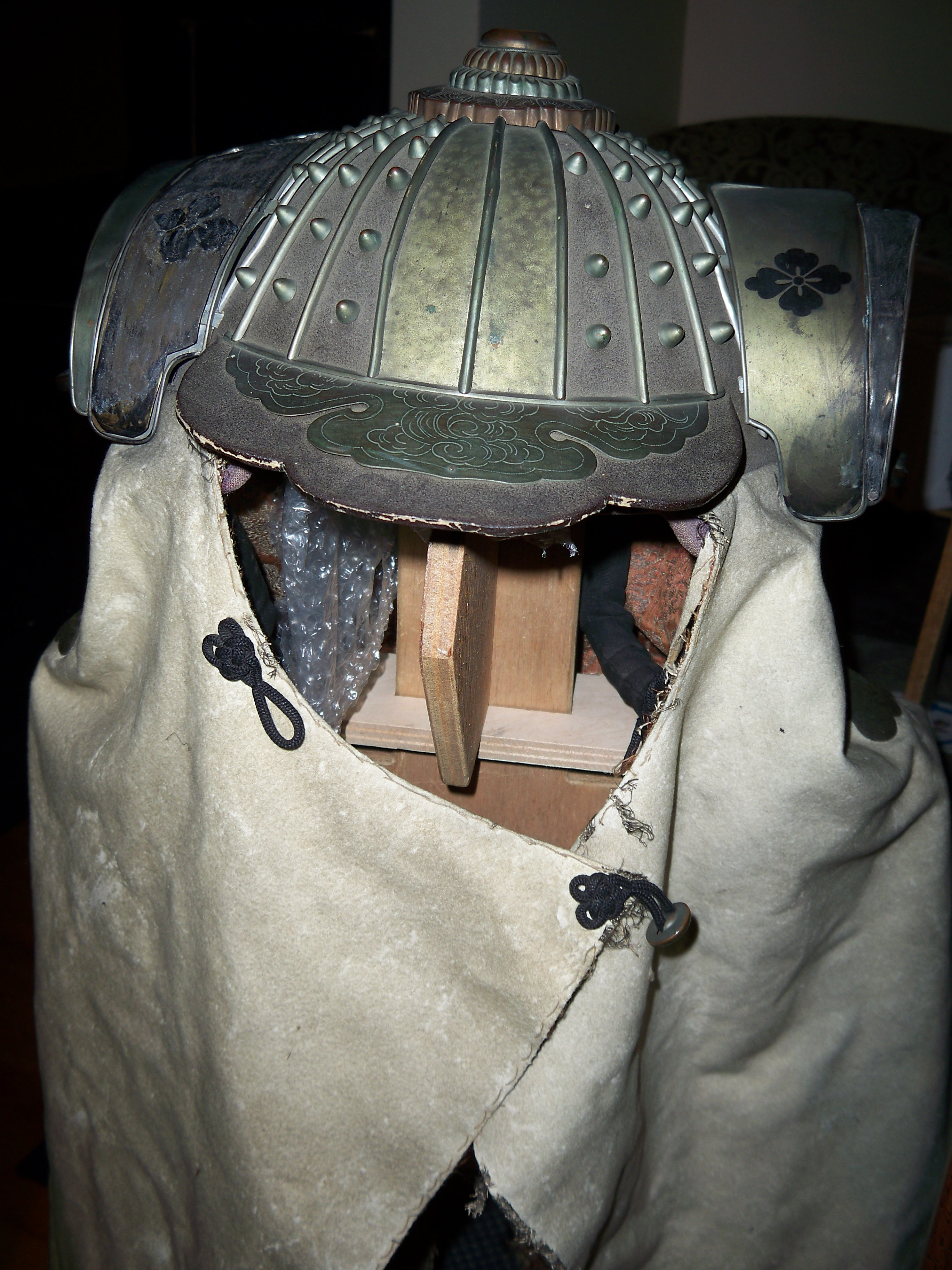
Kaji Kabuto
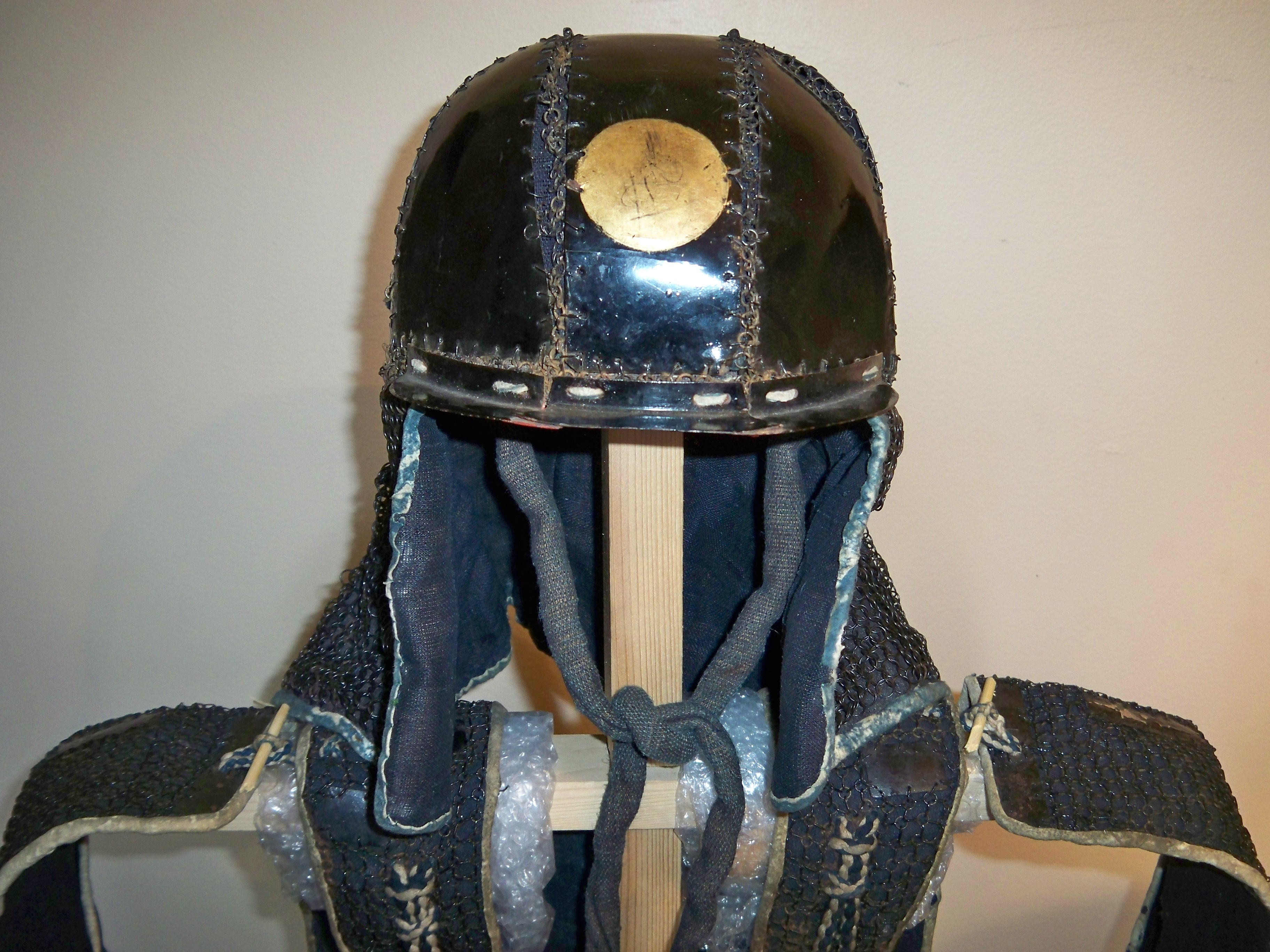
Karuta Kabuto
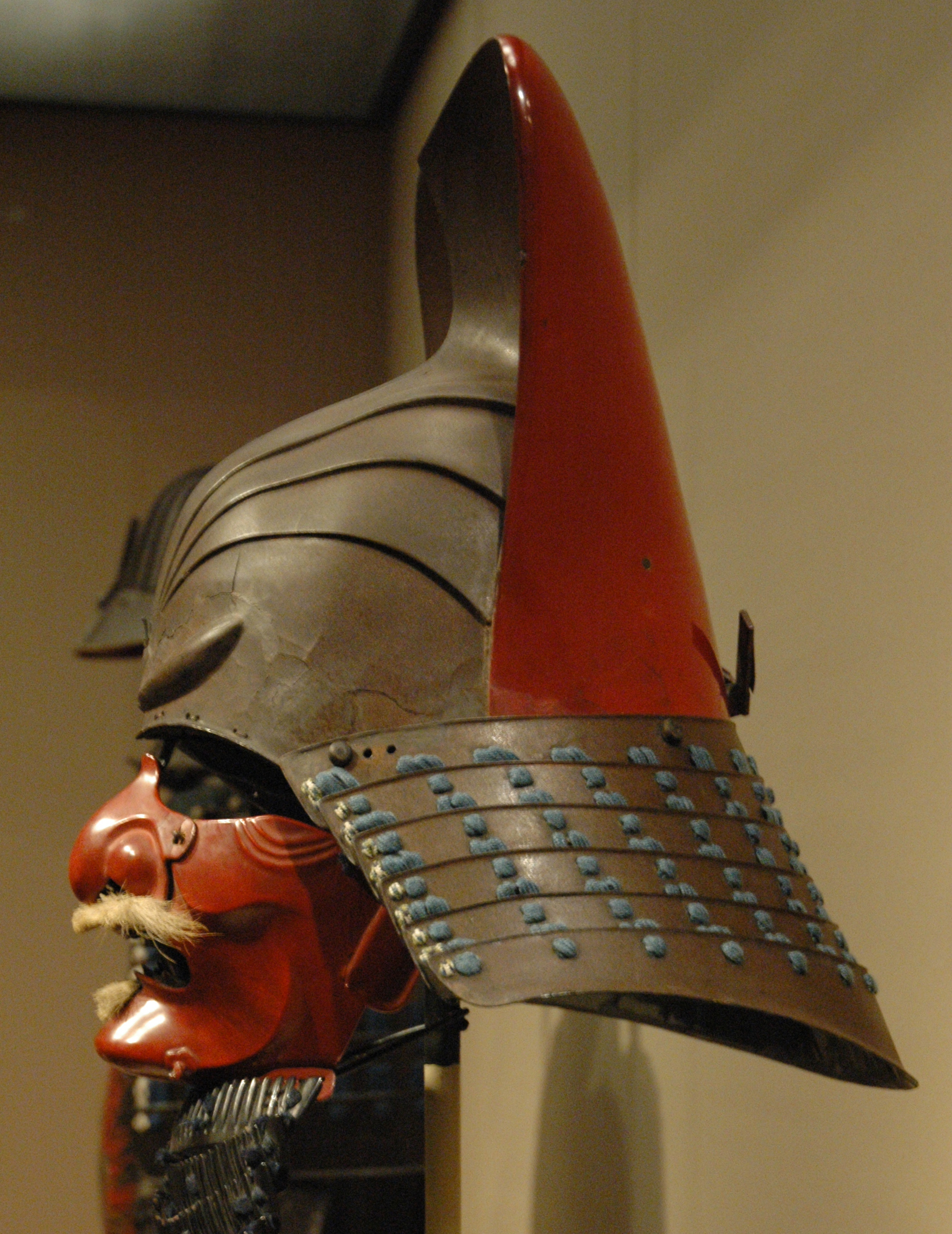
Kawari Kabuto
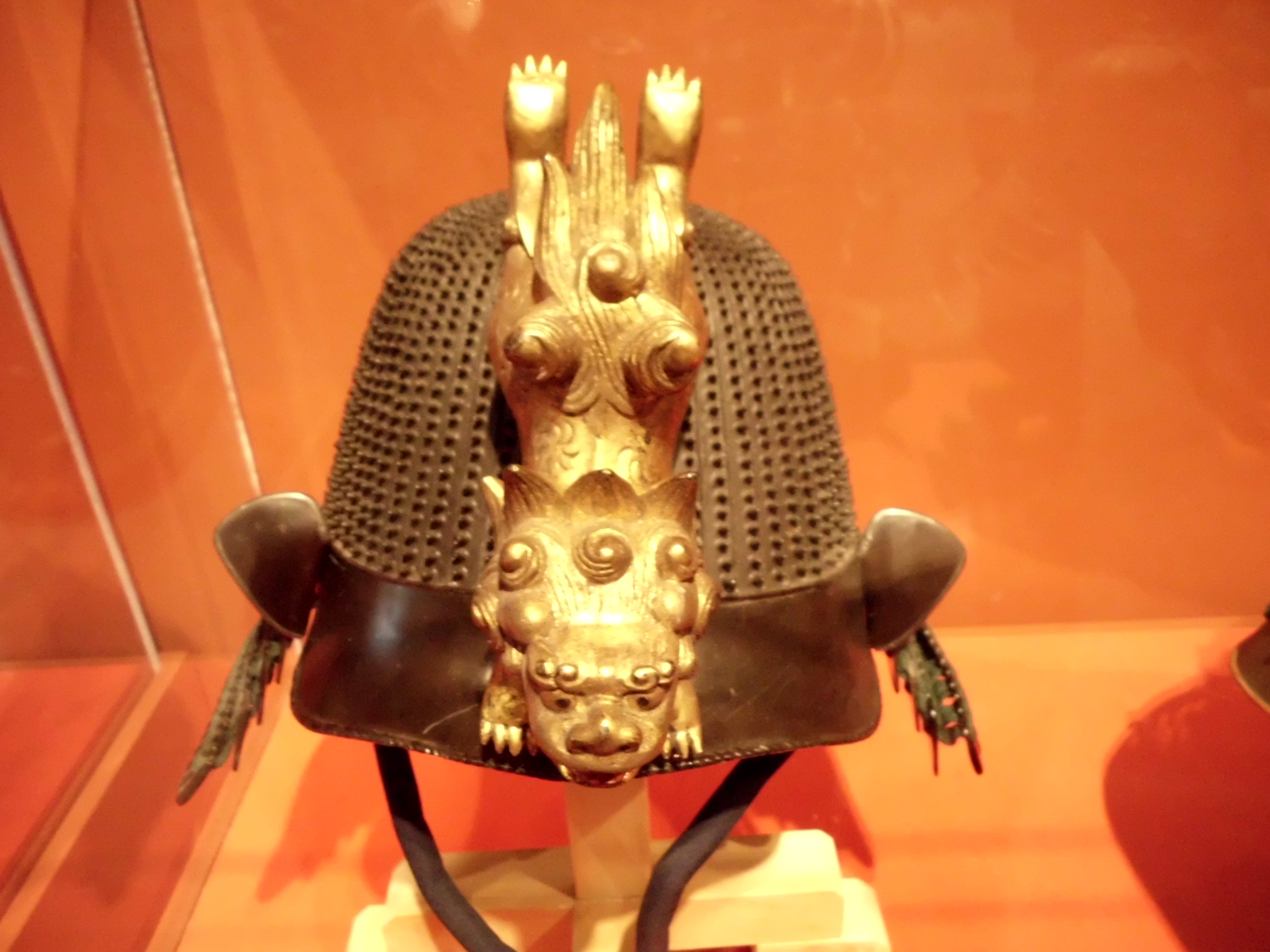
Ko Boshi Kabuto
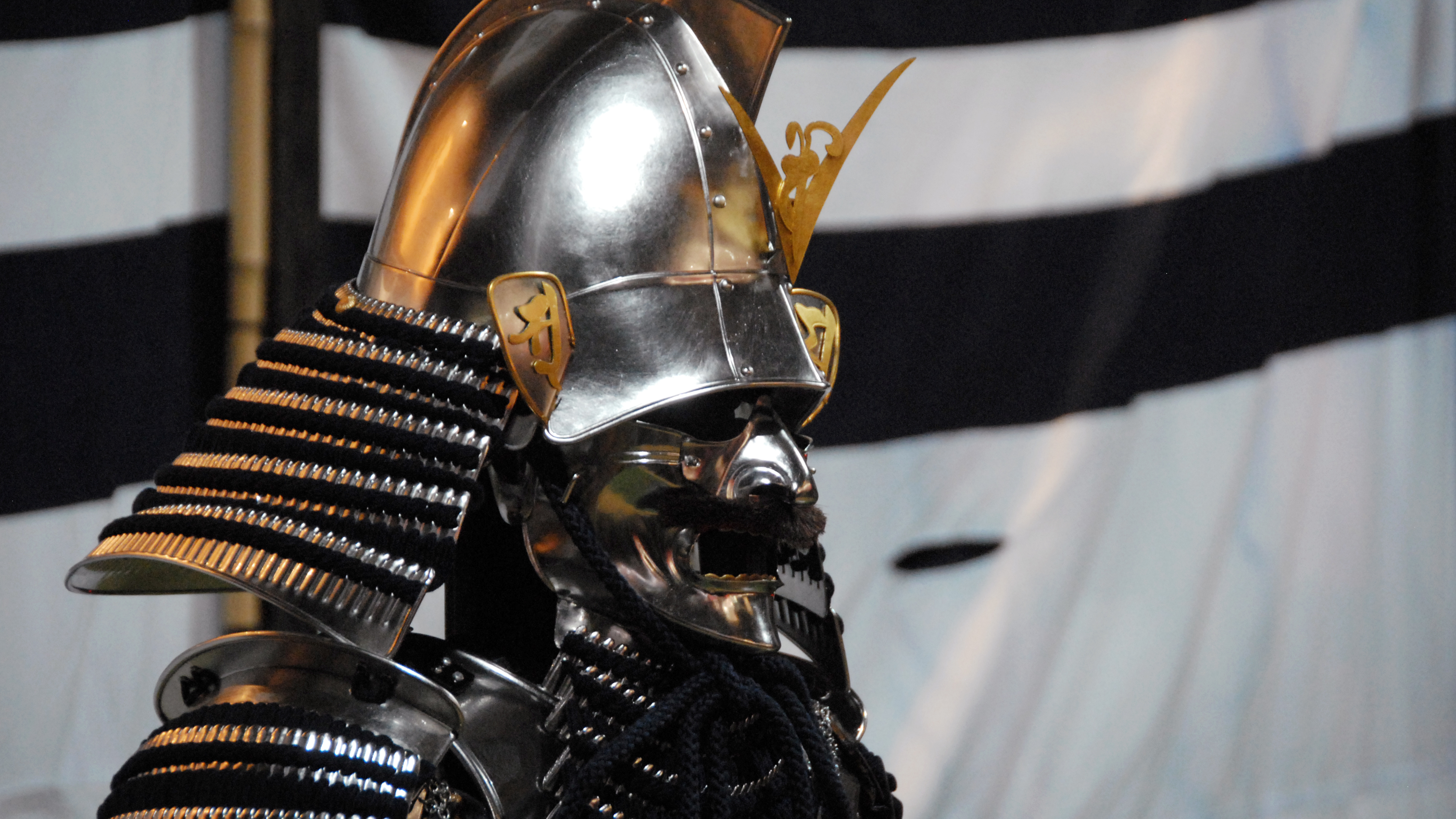
Momonari Kabuto
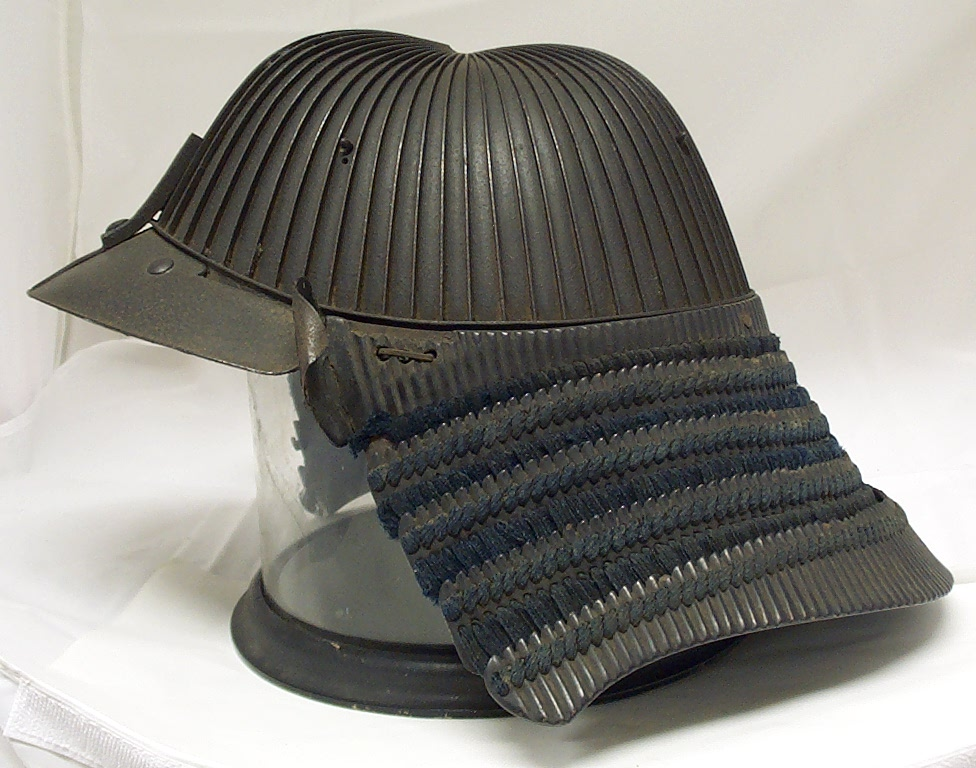
Suji Bachi Kabuto
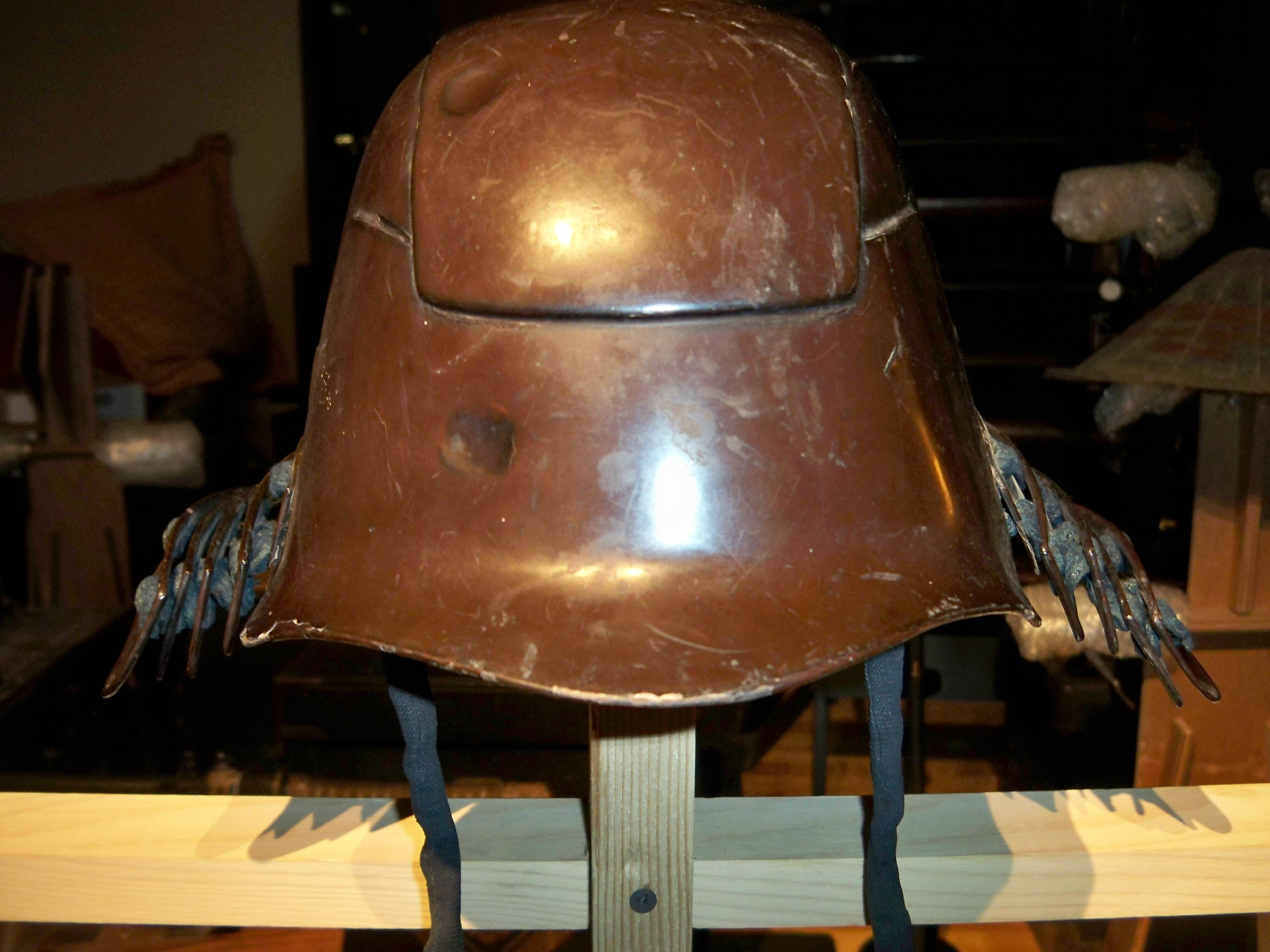
Zunari Kabuto